# Mitchellville (Maryland)
Mitchellville és una concentració de població designada pel cens dels Estats Units a l'estat de Maryland. Segons el cens del 2000 tenia 9.611 habitants.

## Demografia
Segons el cens del 2000, Mitchellville tenia 9.611 habitants, 3.148 habitatges, i 2.556 famílies. La densitat de població era de 745,1 habitants per km².
Dels 3.148 habitatges en un 41,1% hi vivien nens de menys de 18 anys, en un 61,8% hi vivien parelles casades, en un 15,3% dones solteres, i en un 18,8% no eren unitats familiars. En el 15,2% dels habitatges hi vivien persones soles l'1,8% de les quals corresponia a persones de 65 anys o més que vivien soles. El nombre mitjà de persones vivint en cada habitatge era de 3,02 i el nombre mitjà de persones que vivien en cada família era de 3,34.
Per edats la població es repartia de la següent manera: un 27,5% tenia menys de 18 anys, un 7,7% entre 18 i 24, un 28,5% entre 25 i 44, un 30,1% de 45 a 60 i un 6,3% 65 anys o més.
L'edat mediana era de 38 anys. Per cada 100 dones de 18 o més anys hi havia 82,8 homes.
La renda mediana per habitatge era de 84.687 $ i la renda mediana per família de 91.297 $. Els homes tenien una renda mediana de 52.228 $ mentre que les dones 46.648 $. La renda per capita de la població era de 30.801 $. Entorn de l'1,9% de les famílies i el 2,8% de la població estaven per davall del llindar de pobresa.

## Poblacions més properes
El següent diagrama mostra les poblacions més properes.